# Artur a Leontýna
Artur a Leontýna je česká komedie režiséra Miroslava Josefa Krňanského z roku 1940 natočená podle stejnojmenné knižní předlohy Ignáta Herrmanna.